# Exsula punctigera
Exsula punctigera là một loài bướm đêm trong họ Noctuidae.